# Marcella (sèrie de televisió)
Marcella és una sèrie de televisió britànica, escrita, dirigida i produïda pel guionista suec Hans Rosenfeldt, creador de Bron/Broen. La sèrie està produïda per Buccaneer Media per a ITV i distribuïda per a tot el món per l'empresa matriu de Buccaneer, Cineflix. Es va emetre per primera vegada a Independent Television (ITV) el 4 d'abril de 2016, amb un total de vuit episodis emesos setmanalment.
El 26 d'agost de 2016, ITV va anunciar que s'havia encarregat una segona temporada, la qual es va estrenar el 19 de febrer de 2018. El 3 d'octubre de 2018 es va anunciar que Marcella tornaria a ITV amb una tercera temporada, estrenant-se internacionalment a Netflix el 14 de juny de 2020, i es va emetre's a ITV al Regne Unit a partir del 26 de gener de 2021.

## Argument

### Primera temporada
Marcella Backland (Anna Friel), antiga detectiu del Servei de la Policia Metropolitana de Londres, decideix tornar a treballar després que el que fou el seu marit durant 15 anys, Jason, anunciï bruscament que la deixa. La Marcella entra al grup que reprèn una antiga investigació sobre tres assassinats sense resoldre de Grove Park del 2005, quan sembla que l'assassí en sèrie responsable d'aquests ha tornat.

### Segona temporada
Marcella investiga un assassí en sèrie de nens, un milionari arrogant, una estrella del rock dels anys 70 i estranys símbols relacionats amb la bruixeria. El que fou el seu marit, Jason, s’ha compromès amb la seva infermera de rehabilitació, tot i que el divorci encara no s’ha fet efectiu, i posa els fills enmig d’una batalla per la custòdia que ràpidament es torna desagradable. Els apagaments els episodis de perdua de memòria de la Marcella continuen, pel que busca ajuda per intentar recordar el que passa durant l'episodi.

### Tercera temporada
La Marcella ha adquirit una nova identitat com a Keira Devlin per treballar encoberta dins una rica família criminal a Irlanda del Nord. Es coneix més informació sobre el problema de salut mental que pateix.

## Repartiment

### Principal
- Anna Friel com a Marcella Backland, detectiu sargent Policia Metropolitana de Londres.
- Nicholas Pinnock com a Jason Backland, marit de la Marcella (temporades 1–2)
- Ray Panthaki com a Rav Sangha, detectiu inspector i cap de la Marcella.
- Jamie Bamber com a Tim Williamson, detectiu inspector (temporades 1–2)
- Jack Doolan com a Mark Travis, detectiu conestable (temporades 1–2)
- Nina Sosanya com a Laura Porter, detectiu inspector en cap (temporada 1)
- Charlie Covell com a Alex Dier, detectiu conestable (temporada 1)
- Sophia Brown com a Leanna Hunter, detectiu conestable (temporada 2)
- Amanda Burton com a Katherine Maguire (temporada 3)
- Hugo Speer com a Frank Young (temporada 3; convidat a la temporada 2)
- Aaron McCusker com a Finn Maguire (temporada 3)
- Martin McCann com a Bobby Barrett (temporada 3)
- Kelly Gough com a Stacey Maguire Barrett (temporada 3)
- Michael Colgan com a Rory Maguire (temporada 3)

### Secundari
Temporada 1
- Sinéad Cusack com a Sylvie Gibson
- Harry Lloyd com a Henry Gibson
- Laura Carmichael com a Maddy Stevenson
- Maeve Dermody com a Grace Gibson
- Patrick Baladi com a Stephen Holmes
- Stephen Lord com a Stuart Callaghan
- Ian Puleston-Davies com a Peter Cullen
- Tobias Santelmann com a Yann Hall
- Florence Pugh com a Cara Thomas
- Ben Cura com a Matthew Neil
- Andrew Lancel com a Clive Bonn

Temporada 2
- Keith Allen com a Alan Summers
- Nigel Planer com a Reg Reynolds
- Jason Hughes com a Vince Whitman
- Victoria Smurfit com a Maya Whitman
- Peter Sullivan com a Phil Dawkins
- Amy Dawson com a Nina Dawkins
- Josh Herdman com a Eric Davidson
- Harriet Cains coma a Gail Davidson
- Victoria Broom com a Sascha
- Tamzin Malleson com a Jojo
- Vivienne Gibbs com a Dr. Tracey Lewis
- Andrew Tiernan com a Nigel Stafford

Temporada 3
- Laurence Kinlan com a Jack Healy
- Valerie Lilley com a Megan Healy
- Flain com a Jessie Healy
- Eugene O'Hare com el detectiu, conestable Eddie Lyons

## Episodis

### Primera temporada
| Núm. d'història | Episodi | Títol       | Direcció           | Guió                            | Data d'estrena     |  |
| --------------- | ------- | ----------- | ------------------ | ------------------------------- | ------------------ |  |
| 1               | 1       | "Episode 1" | Charles Martin     | Hans Rosenfeldt                 | 4 d'abril de 2016  |  |
|                 |         |             |                    |                                 |                    |  |
| 2               | 2       | "episode 2" | Charles Martin     | Hans Rosenfeldt                 | 11 d'abril de 2016 |  |
|                 |         |             |                    |                                 |                    |  |
| 3               | 3       | "Episode 3" | Charles Martin     | Hans Rosenfeldt                 | 18 d'abril de 2016 |  |
|                 |         |             |                    |                                 |                    |  |
| 4               | 4       | "Episode 4" | Jonathan Teplitzky | Hans Rosenfeldt i Marston Bloom | 25 d'abril de 2016 |  |
|                 |         |             |                    |                                 |                    |  |
| 5               | 5       | "Episode 5" | Jonathan Teplitzky | Hans Rosenfeldt i Ben Harris    | 2 de maig de 2016  |  |
|                 |         |             |                    |                                 |                    |  |
| 6               | 6       | "Episode 6" | Jonathan Teplitzky | Hans Rosenfeldt i Mark Greig    | 9 de maig de 2016  |  |
|                 |         |             |                    |                                 |                    |  |
| 7               | 7       | "Episode 7" | Henrik Georgsson   | Hans Rosenfeldt                 | 16 de maig de 2016 |  |
|                 |         |             |                    |                                 |                    |  |
| 8               | 8       | "Episode 8" | Henrik Georgsson   | Hans Rosenfeldt                 | 17 de maig de 2016 |  |

### Segona temporada
| Núm. d'història | Episodi | Títol       | Direcció          | Guió                              | Data d'estrena       |  |
| --------------- | ------- | ----------- | ----------------- | --------------------------------- | -------------------- |  |
| 9               | 1       | "Episode 1" | Charles Martin    | Hans Rosenfeldt                   | 19 de febrer de 2018 |  |
|                 |         |             |                   |                                   |                      |  |
| 10              | 2       | "episode 2" | Charles Martin    | Hans Rosenfeldt                   | 26 de febrer de 2018 |  |
|                 |         |             |                   |                                   |                      |  |
| 11              | 3       | "Episode 3" | Charles Martin    | Hans Rosenfeldt                   | 5 de març de 2018    |  |
|                 |         |             |                   |                                   |                      |  |
| 12              | 4       | "Episode 4" | Charles Sturridge | Hans Rosenfeldt                   | 12 de març de 2018   |  |
|                 |         |             |                   |                                   |                      |  |
| 13              | 5       | "Episode 5" | Charles Sturridge | Hans Rosenfeldt i Camilla Ahlgren | 19 de març de 2018   |  |
|                 |         |             |                   |                                   |                      |  |
| 14              | 6       | "Episode 6" | Charles Sturridge | Hans Rosenfeldt                   | 26 de març de 2018   |  |
|                 |         |             |                   |                                   |                      |  |
| 15              | 7       | "Episode 7" | Jim O'Hanlon      | Hans Rosenfeldt                   | 2 d'abril de 2018    |  |
|                 |         |             |                   |                                   |                      |  |
| 16              | 8       | "Episode 8" | Jim O'Hanlon      | Hans Rosenfeldt                   | 9 d'abril de 2018    |  |

### Tercera temporada
Aquesta temporada es va estrenar originalment a Netflix el juny del 2020, tot i que les dates per televisió a la Gran Bretanya estaven previstes per a la primavera del 2021
| Núm. d'història | Episodi | Títol       | Direcció       | Guió                                                                     | Data d'estrena       |  |
| --------------- | ------- | ----------- | -------------- | ------------------------------------------------------------------------ | -------------------- |  |
| 17              | 1       | "Episode 1" | Gilles Bannier | Hans Rosenfeldt                                                          | 26 de gener de 2021  |  |
|                 |         |             |                |                                                                          |                      |  |
| 18              | 2       | "episode 2" | Gilles Bannier | Hans Rosenfeldt                                                          | 2 de febrer de 2021  |  |
|                 |         |             |                |                                                                          |                      |  |
| 19              | 3       | "Episode 3" | Gilles Bannier | David Allison, Emer Gillespie, Paul Waters (història de Hans Rosenfeldt) | 9 de febrer de 2021  |  |
|                 |         |             |                |                                                                          |                      |  |
| 20              | 4       | "Episode 4" | Ashley Pearce  | Rachel Flowerday, Tim Loane (història de Hans Rosenfeldt)                | 16 de febrer de 2021 |  |
|                 |         |             |                |                                                                          |                      |  |
| 21              | 5       | "Episode 5" | Ashley Pearce  | Mike Walden (història de Hans Rosenfeldt)                                | 23 de febrer de 2021 |  |
|                 |         |             |                |                                                                          |                      |  |
| 22              | 6       | "Episode 6" | Ashley Pearce  | Matthew Thomas (història de Hans Rosenfeldt)                             | 2 de març de 2021    |  |
|                 |         |             |                |                                                                          |                      |  |
| 23              | 7       | "Episode 7" | Ashley Pearce  | Tim Loane (història de Hans Rosenfeldt)                                  | 9 de març de 2021    |  |
|                 |         |             |                |                                                                          |                      |  |
| 24              | 8       | "Episode 8" | Ashley Pearce  | David Allison (història de Hans Rosenfeldt)                              | 16 de març de 2021   |  |

## Localització
La sèrie ha estat rodada a Londres, al port de Dover i a Irlanda del Nord.